# Meridiano 65 W
O meridiano 65 W é um meridiano que, partindo do Polo Norte, atravessa o Oceano Ártico, América do Norte, Oceano Atlântico, Mar do Caribe, América do Sul, Oceano Antártico, Antártida e chega ao Polo Sul. Forma um círculo máximo com o Meridiano 115 E.
Começando no Polo Norte, o meridiano 65 Oeste tem os seguintes cruzamentos:
| País, território ou mar  | Notas |
| ------------------------ | --- |
| Oceano Ártico            | |
| Mar de Lincoln           | |
| Canadá                   | Nunavut - Ilha Ellesmere |
| Estreito de Nares        | |
| Gronelândia              | |
| Baía de Baffin           | |
| Estreito de Davis        | |
| Canadá                   | Nunavut - Ilha de Baffin |
| Golfo de Cumberland      | |
| Canadá                   | Nunavut - Ilha de Christopher Hall, Ilhas Leybourne, Ilha de Baffin e Ilha Lefferts                                                                 |
| Estreito de Davis        | |
| Canadá                   | Nunavut - Ilha Edgell e Ilha Resolution |
| Estreito de Hudson       | |
| Canadá                   | Quebec Labrador, Terra Nova e Labrador Quebec |
| Golfo de São Lourenço    | |
| Canadá                   | Península de Gaspé, Quebec |
| Baía de Chaleurs         | |
| Canadá                   | Nova Brunswick |
| Baía de Fundy            | |
| Canadá                   | Nova Escócia |
| Oceano Atlântico         | Passa a oeste das Bermudas |
| Ilhas Virgens Americanas | Ilha de Saint Thomas |
| Mar do Caribe            | Passa a oeste da ilha Saint Croix, Ilhas Virgens Americanas · Passa a leste da Ilha La Tortuga, Venezuela                                           |
| Venezuela                | |
| Brasil                   | Amazonas Rondônia |
| Bolívia                  | |
| Argentina                | |
| Oceano Atlântico         | Golfo de San Matías |
| Argentina                | |
| Oceano Atlântico         | Passa pelo Estreito de Le Maire entre a Ilha Grande da Terra do Fogo e a Ilha dos Estados, Argentina                                                |
| Oceano Antártico         | |
| Antártida                | Território reivindicado pela Argentina (Antártida Argentina), Chile (Província da Antártida Chilena) e Reino Unido (Território Antártico Britânico) |